# Junioreuropamästerskapet i ishockey 1972
Junioreuropamästerskapet i ishockey 1972 var 1972 års upplaga av turneringen.

## Grupp A
Spelades i Boden, Luleå och Skellefteå i Sverige, under perioden 26 mars-2 april 1972.
| Lag                | Sverige | Sovjetunionen | Tjeckoslovakien | Finland | Västtyskland | Norge | gjorda mål/insläppta mål | poäng |
| ------------------ | ------- | ------------- | --------------- | ------- | ------------ | ----- | ------------------------ | ----- |
| 1. Sverige         | —       | 4-1           | 6-4             | 5-1     | 6-2          | 11-2  | 32-10                    | 10    |
| 2. Sovjetunionen   | 1-4     | —             | 4-2             | 8-2     | 9-4          | 8-2   | 30-14                    | 08    |
| 3. Tjeckoslovakien | 4-6     | 2-4           | —               | 4-1     | 17-2         | 10-1  | 37-14                    | 06    |
| 4. Finland         | 1-5     | 2-8           | 1-4             | —       | 6-5          | 9-2   | 19-24                    | 04    |
| 5. Västtyskland    | 2-6     | 4-9           | 2-17            | 5-6     | —            | 6-4   | 19-42                    | 02    |
| 6. Norge           | 2-11    | 2-8           | 1-10            | 2-9     | 4-6          | —     | 11-44                    | 0     |

Norge nedflyttade till 1973 års B-grupp.

## Priser och utmärkelser
- Poängkung: Hakan Dahllof, Sverige (10 poäng)
- Bästa målvakt: Krister Sterner Sverige
- Bästa försvarare: Boris Verigin, Sovjetunionen
- Bästa anfallare: Zdenek Paulik, Tjeckoslovakien

## Grupp B
Spelades i Lyss i Schweiz under perioden 25-30 mars 1972.

### Första omgången
Grupp 1
| Lag              | Polen | Jugoslavien | Italien | Österrike | Nederländerna | gjorda mål/insläppta mål | poäng |
| ---------------- | ----- | ----------- | ------- | --------- | ------------- | ------------------------ | ----- |
| 1. Polen         | —     | 9-3         | 5-1     | 6-2       | 9-1           | 29-07                    | 8     |
| 2. Jugoslavien   | 3-9   | —           | 5-4     | 6-1       | 7-6           | 21-20                    | 6     |
| 3. Italien       | 1-5   | 4-5         | —       | 4-5       | 12-4          | 21-19                    | 2     |
| 4. Österrike     | 2-6   | 1-6         | 5-4     | —         | 3-5           | 11-21                    | 2-6   |
| 5. Nederländerna | 1-9   | 6-7         | 4-12    | 5-3       | —             | 16-31                    | 2     |

Grupp 2
| Lag          | Schweiz | Rumänien | Ungern | Danmark | Frankrike | gjorda mål/insläppta mål | poäng |
| ------------ | ------- | -------- | ------ | ------- | --------- | ------------------------ | ----- |
| 1. Schweiz   | —       | 6-4      | 3-2    | 9-2     | 15-0      | 33-08                    | 8     |
| 2. Rumänien  | 4-6     | —        | 6-4    | 7-1     | 7-2       | 24-13                    | 6     |
| 3. Ungern    | 2-3     | 4-6      | —      | 7-3     | 4-1       | 17-13                    | 4     |
| 4. Danmark   | 2-9     | 1-7      | 3-7    | —       | 3-0       | 09-23                    | 2     |
| 5. Frankrike | 0-15    | 2-7      | 1-4    | 0-3     | —         | 03-29                    | 0     |

### Placeringsmatcher
| Nionde plats | Nederländerna | 9-3 (2-3, 4-0, 3-0) | Frankrike |  |
| Sjunde plats | Österrike     | 6-3 (2-0 ,1-1, 3-2) | Danmark   |  |
| Femte plats  | Italien       | 5-3 (1-3, 4-0, 0-0) | Ungern    |  |
| Tredje plats | Jugoslavien   | 5-4 (3-1 ,0-1, 2-2) | Rumänien  |  |
| Final        | Schweiz       | 4-2 (1-1, 2-1, 1-0) | Polen     |  |

Schweiz uppflyttade till 1973 års A-grupp.

### Fotnoter
1. ↑  ”Championnat d'Europe 1972 des moins de 19 ans” (på franska). Hockeyarchives. 11 mars 1972. http://www.passionhockey.com/hockeyarchives/U-19_1972.htm. Läst 29 november 2014.